# Dana Bash
Pour les articles homonymes, voir Bash.
 (août 2024).
La mise en forme du texte ne suit pas les recommandations de Wikipédia : il faut le « wikifier ».
Les points d'amélioration suivants sont les cas les plus fréquents. Le détail des points à revoir est peut-être précisé sur la page de discussion.
- Les titres sont pré-formatés par le logiciel. Ils ne sont ni en capitales, ni en gras.
- Le texte ne doit pas être écrit en capitales (les noms de famille non plus), ni en gras, ni en italique, ni en « petit »…
- Le gras n'est utilisé que pour surligner le titre de l'article dans l'introduction, une seule fois.
- L'italique est rarement utilisé : mots en langue étrangère, titres d'œuvres, noms de bateaux, etc.
- Les citations ne sont pas en italique mais en corps de texte normal. Elles sont entourées par des guillemets français : « et ».
- Les listes à puces sont à éviter, des paragraphes rédigés étant largement préférés. Les tableaux sont à réserver à la présentation de données structurées (résultats, etc.).
- Les appels de note de bas de page (petits chiffres en exposant, introduits par l'outil «  Source ») sont à placer entre la fin de phrase et le point final[comme ça].
- Les liens internes (vers d'autres articles de Wikipédia) sont à choisir avec parcimonie. Créez des liens vers des articles approfondissant le sujet. Les termes génériques sans rapport avec le sujet sont à éviter, ainsi que les répétitions de liens vers un même terme.
- Les liens externes sont à placer uniquement dans une section « Liens externes », à la fin de l'article. Ces liens sont à choisir avec parcimonie suivant les règles définies. Si un lien sert de source à l'article, son insertion dans le texte est à faire par les notes de bas de page.
- La présentation des références doit suivre les conventions bibliographiques. Il est recommandé d'utiliser les modèles {{Ouvrage}}, {{Chapitre}}, {{Article}}, {{Lien web}} et/ou {{Bibliographie}}. Le mode d'édition visuel peut mettre en forme automatiquement les références.
- Insérer une infobox (cadre d'informations à droite) n'est pas obligatoire pour parachever la mise en page.

Pour une aide détaillée, merci de consulter Aide:Wikification.
Si vous pensez que ces points ont été résolus, vous pouvez retirer ce bandeau et améliorer la mise en forme d'un autre article.
Dana Ruth Bash (née Schwartz le 15 juin 1971) est une journaliste américaine, présentatrice, animatrice de Inside Politics et co-présentatrice de State of the Union sur CNN.

## Jeunesse et éducation
Dana Bash, de son nom de naissance Dana Ruth Schwartz, est née à Manhattan dans une famille juive, de Frances (née Weinman) Schwartz, auteure et éducatrice en études juives, et de Stuart Schwartz, producteur d'ABC News et producteur audiovisuel principal de Good Morning America. La grand-mère maternelle de Bash, Teri Vidor Weinman, et sa famille étaient des juifs hongrois. Weinman a fui aux États-Unis avec son mari en octobre 1941, mais ses parents et sa sœur ont été assassinés au camp de concentration d'Auschwitz après l'occupation de la Hongrie en 1944.
Bash déménage avec sa famille à Teaneck, dans le New Jersey, puis peu de temps après à Washington, DC, avant de revenir à Montvale, dans le New Jersey, alors qu'elle est préadolescente. Bash a étudié au lycée Pascack Hills à Montvale et a obtenu, avec mention, un diplôme en communication politique de l'Université George Washington,. Pendant ses études universitaires, elle a effectué des stages chez NBC, CBS et CNN. En mai 2018, Bash a reçu un doctorat honorifique en lettres humaines de l'Université Franklin Pierce à Rindge, dans le New Hampshire.

## Carrière
Après l'université, Bash rejoint CNN en tant que productrice des programmes du week-end tels que Late Edition, Evans &amp; Novak et Inside Politics (remplaçant plus tard occasionnellement l'animateur régulier John King ). Puis elle commence à produire des programmes spécialisés dans la couverture médiatique du Sénat américain, où elle devient par la suite correspondante en chef pour CNN du Congrès.
Bash était l'une des femmes honorées lors de l'événement « Women in Washington Power List » (liste des femmes les plus influentes de Washington) de 2014 du magazine Elle.
Bash a animé le débat des primaires présidentielles démocrates de 2019, au cours duquel Kamala Harris s'est fait remarquer pour avoir fait sa déclaration « cette petite fille, c'était moi » à Joe Biden.
En 2021, Bash a rejoint Jake Tapper pour devenir co-animatrice de l'émission du dimanche matin de CNN , State of The Union .
En avril 2023, CNN a annoncé que Bash succéderait à John King en tant que présentatrice solo d' Inside Politics,.
En 2024, elle a co-animé un débat pour la primaire républicaine dans l'Iowa aux côtés de Jake Tapper entre Nikki Haley et Ron DeSantis. Elle a également co-modéré le débat de l'élection présidentielle de 2024 entre Donald Trump et Joe Biden aux côtés de Jake Tapper.

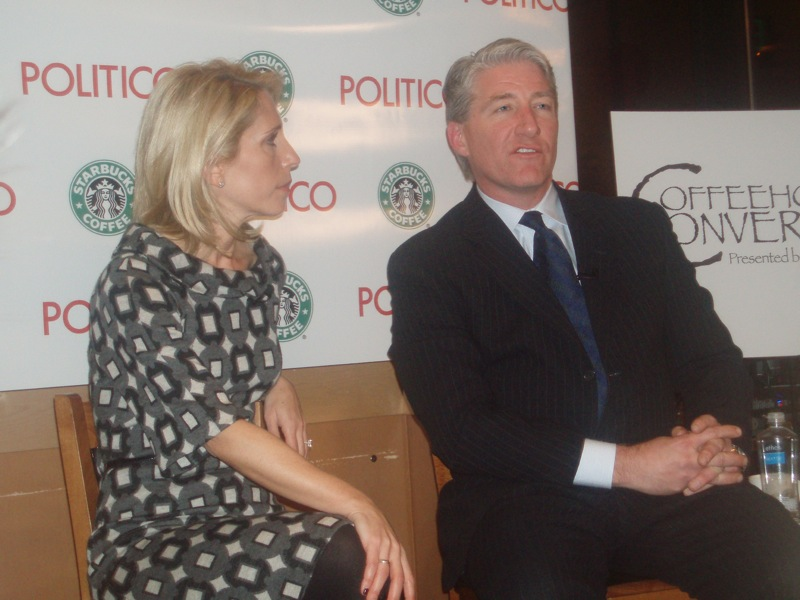
Bash et John King en 2009

Bash a été mariée à Jeremy Bash de 1998 à 2007 qui deviendra chef d'état-major de la CIA et chef d'état-major du ministère de la Défense sous la présidence de Barack Obama,. En 2008, elle a épousé son collègue de CNN, John King,. Bash a donné naissance à un fils en 2011 ; elle et King ont divorcé en 2012,.

En 2011, elle a démissionné de son poste d'administratrice de Jewish Women International sous la pression de son plaidoyer en faveur du droit à l'avortement, un certain nombre de blogs conservateurs ayant mis en avant la position du groupe sur l'avortement après que Bash ait accepté le poste d'administratrice.